# Zofia Łapicka

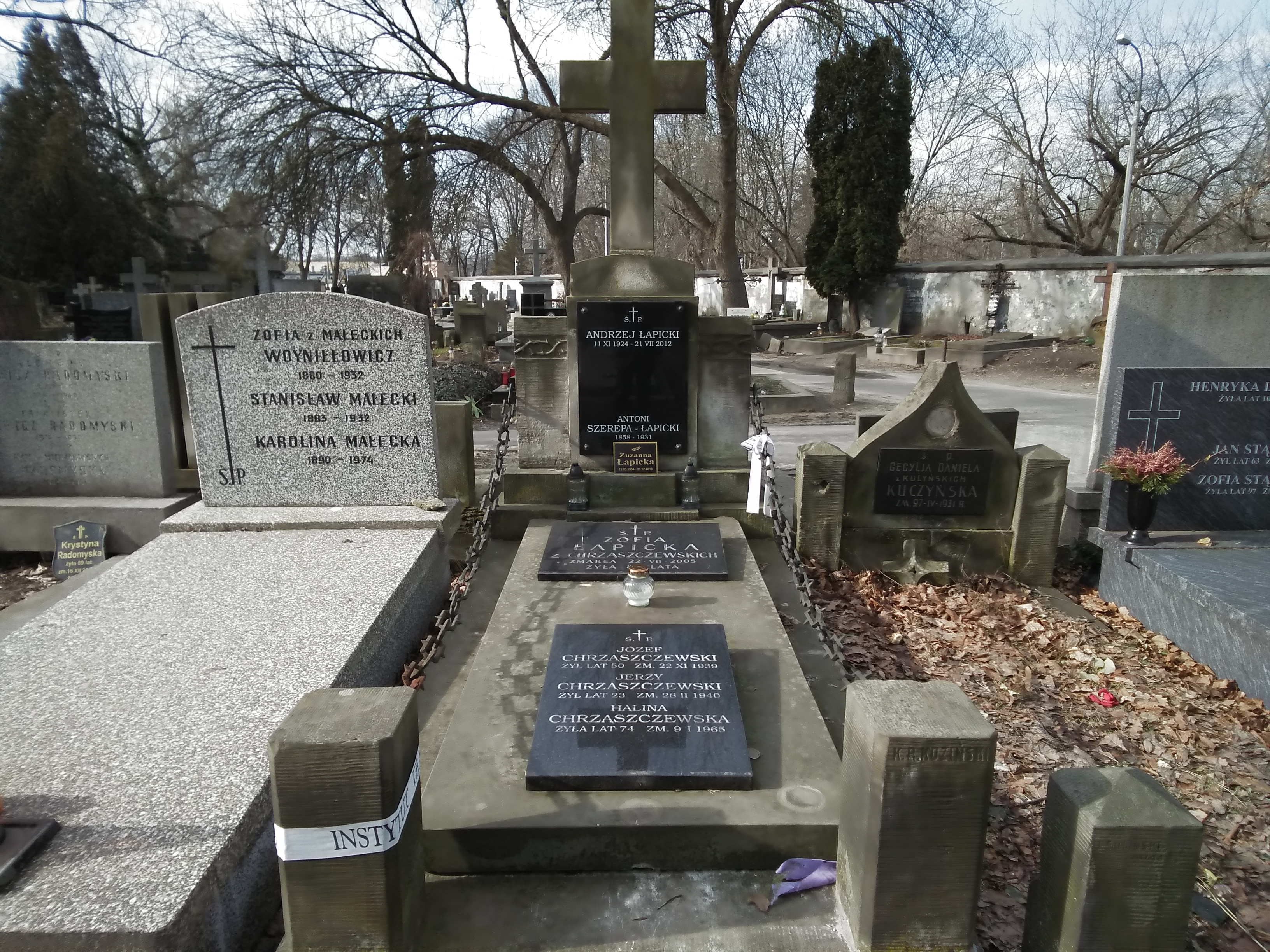
Grób Zofii Chrząszczewskiej-Łapickiej na Cmentarzu Powązkowskim w Warszawie

Zofia Łapicka z domu Chrząszczewska (ur. 29 października 1917 w Warszawie, zm. 22 lipca 2005) – polska aktorka filmowa, tłumaczka, żona Andrzeja Łapickiego w latach 1947-2005.

## Życiorys
Pochodziła z ziemiańskiej rodziny. Jej pierwszym mężem był baron Lauber, zmarły przed 1947 roku na gruźlicę. Z tego małżeństwa w 1945 roku urodził się syn Grzegorz. W 1947 roku w warszawskim klubie "Albatros" poznała Andrzeja Łapickiego. Znajomość ta poskutkowała zawarciem związku małżeńskiego w tym samym roku, a aktor adoptował jej syna, dając mu swoje nazwisko. Z małżeństwa urodziła się córka Zuzanna (1954-2018). 
Nie pracowała zawodowo, zajmując się domem. Sporadycznie parała się aktorstwem: w 1947 roku pod nazwiskiem Łapicka wystąpiła w filmie "Dom na pustkowiu" (reż. Jan Rybkowski). Była również autorką przekładu powieści Antoniny Koptiajewej "Iwan Iwanowicz", który posłużył do realizacji słuchowiska Teatru Polskiego Radia pt. "Miłość nie jest ślepa" (1958, reż. Jeremi Przybora).
Została pochowana pod nazwiskiem Łapicka w grobowcu rodzinnym na Cmentarzu Powązkowskim w Warszawie (C-5-6).